# Ours (métro de Lausanne)
Pour les articles homonymes, voir Ours (homonymie).
Ours est une station de métro de la ligne M2 du métro de Lausanne, située à l'intersection de la place de l'Ours et de l'avenue de Béthusy dans le quartier Vallon/Béthusy, à Lausanne, capitale du canton de Vaud. Elle dessert notamment les collèges de Béthusy et de Mon Repos, le gymnase du Bugnon, la piscine et le parc de Mon-Repos, le tribunal fédéral ainsi que le sud du site du CHUV.
Mise en service en 2008, elle a été conçue par le cabinet d'architecture Architram avec Emch+Berger.
C'est une station, équipée d'ascenseurs, qui est accessible aux personnes à mobilité réduite.

## Situation sur le réseau
Établie à 517 mètres d'altitude, la station Ours établie, en souterrain à une profondeur de −20 mètres, au point kilométrique (PK) 2,741 de la ligne M2 du métro de Lausanne, entre les stations Bessières (direction Ouchy-Olympique) et CHUV (direction Croisettes).

## Histoire
Comme toute la partie nord de la ligne, les travaux de construction de la station débutent en 2004 et elle est mise en service le 27 octobre 2008, lors de l'ouverture à l'exploitation de la ligne M2. Son nom a pour origine la place de l'Ours située juste à côté, l'édicule se trouvant avenue de Béthusy. Elle est réalisée par le cabinet d'architecture Architram avec Emch+Berger, qui ont dessiné une station sur deux niveaux, l'une des plus profondes avec Fourmi, une mezzanine permettant de communiquer entre les deux quais, au fond d'un puits traversé par des canalisations et contenant l'ensemble des accès aux quais, éclairé par un toit vitré faisant entrer la lumière naturelle.
En 2012, elle était la neuvième station la plus fréquentée de la ligne, avec 1,069 million de voyageurs ayant transité par la station.

## Service des voyageurs

### Accès et accueil
La station est construite à 20 mètres de profondeur et est accessible par un unique édicule dont le toit et le sol sont vitrés, comprenant deux escaliers et deux batteries de deux ascenseurs, un par sens, donnant accès aux quais ainsi qu'à la mezzanine permettant la communication entre les deux quais. Cette configuration ne nécessite pas d'escaliers mécaniques et lui permet d'être accessible aux personnes à mobilité réduite. Elle dispose de deux quais, équipés de portes palières, encadrant les deux voies.

### Desserte
La station Ours est desservie tous les jours de la semaine, la ligne fonctionnant de 5 h 15 à 0 h 45 du matin (1 h du matin les vendredis et samedis soir) environ, par l'ensemble des circulations qui parcourent la ligne, en intégralité ou de Lausanne-Gare à Sallaz uniquement. Les fréquences varient entre 2,5 et 7,5 minutes selon le jour de la semaine,. La station est fermée en dehors des heures de service de la ligne.

### Intermodalité
Des correspondances sont possibles avec les lignes de trolleybus des TL 6 et 7.